# Riu de la Coma
Le riu de la Coma est un cours d'eau de la paroisse de Canillo en Andorre, long de 7,3 km et affluent de la Valira d'Orient.

## Toponymie
Riu désigne en catalan un « cours d'eau » et provient du latin rivus de même signification,.
Coma compose de très nombreux toponymes andorrans et peut porter différents sens. Il s'agit également d'un terme d'origine latine provenant de cumba qui signifie « combe » ou « vallée ». Dans ce cas, coma prend le sens de « vallée glaciaire servant de pâturage d'estive ».

## Hydrographie
Long de 7,3 km, le riu de la Coma coule vers le sud depuis fond de la vallée de Ransol. Il aborde la Valira d'Orient à Ransol par sa rive droite. 
Il est l'émissaire de l'ensemble de la vallée de Ransol et donc  de l'estany dels Meners de la Coma. Son régime hydrologique est de type nival.
| \| Riu de la Coma \|                                                    |                                 |
| Le riu de la Coma sur la carte des bassins hydrographiques de l'Andorre | L'estany dels Meners de la Coma |
| Riu de la Coma                                                          |                                 |

## Protection environnementale
L'ensemble du cours du riu de la Coma est situé dans la réserve de chasse de la vallée de Ransol (Vedat de caça de la Vall de Ransol), zone de 2 300 ha protégée depuis 2000,.

Carte des espaces naturels protégés d'Andorre.
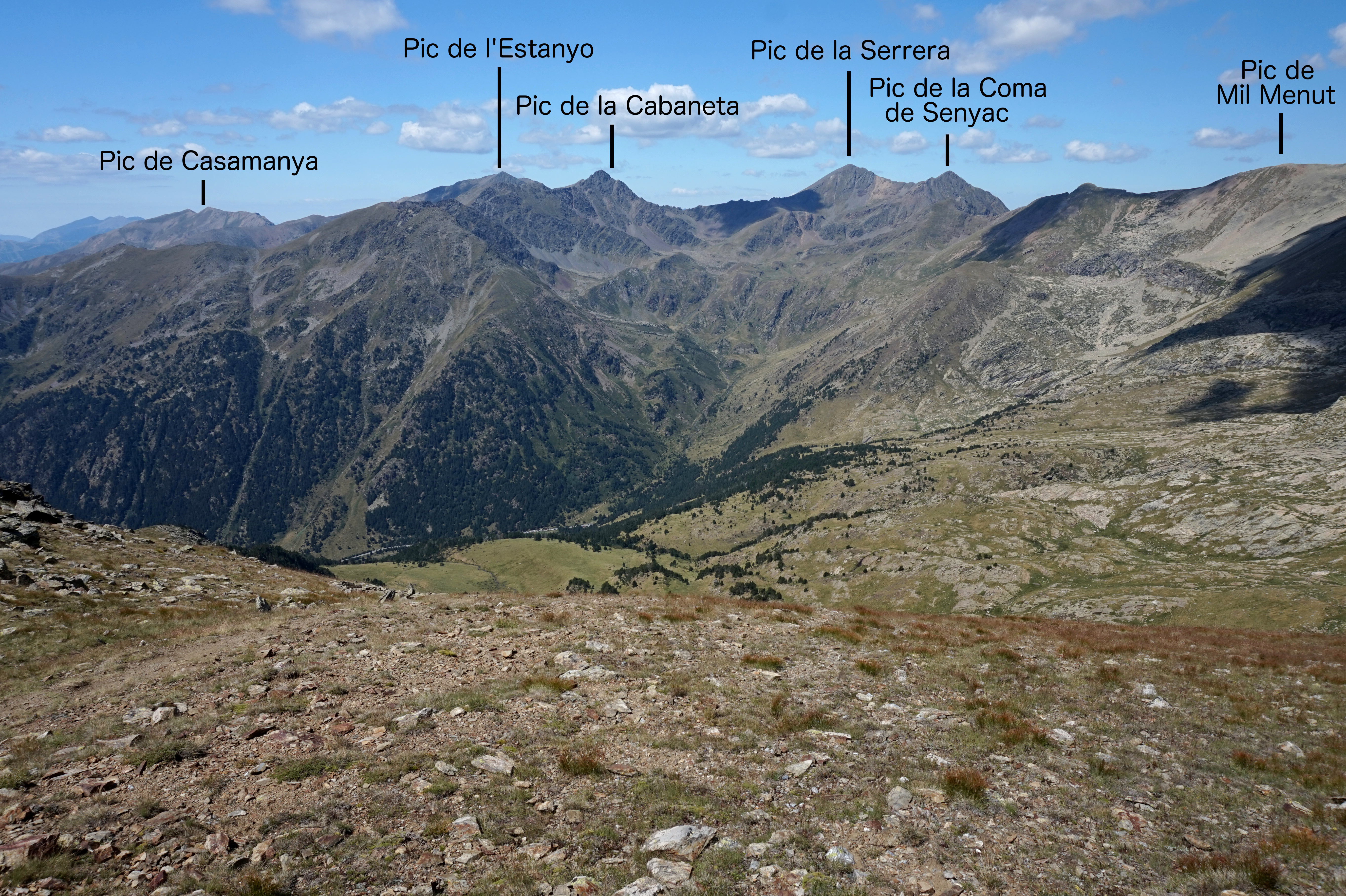
Vallée de Ransol.